# دروغ‌های جی ان آر
«دروغ‌های جی ان' آر» (به انگلیسی: G N' R Lies) آلبومی از گانز ان رزز است که در سال ۱۹۸۸ میلادی منتشر شد.